# ベッカー高原

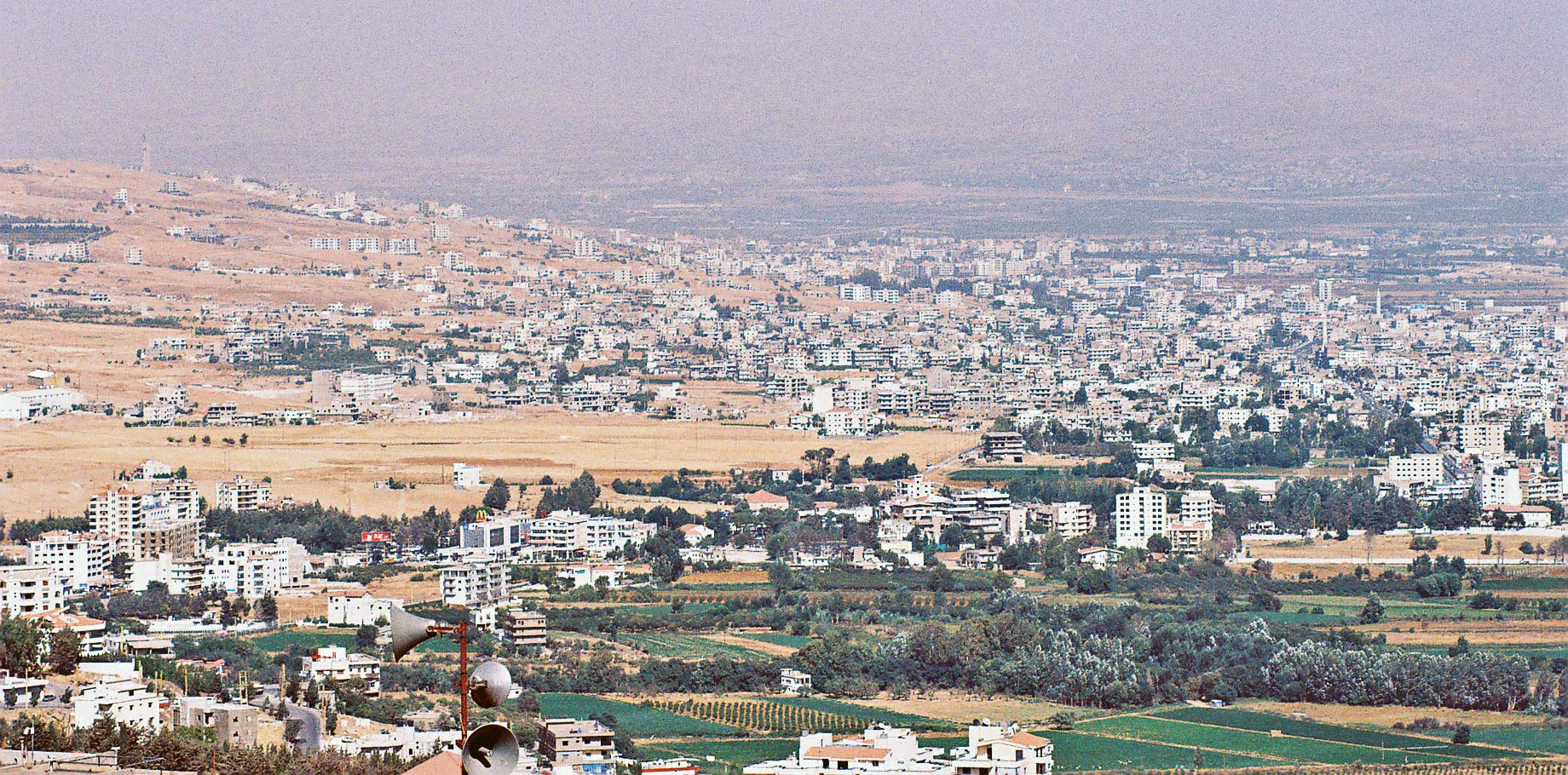
ベカー高原

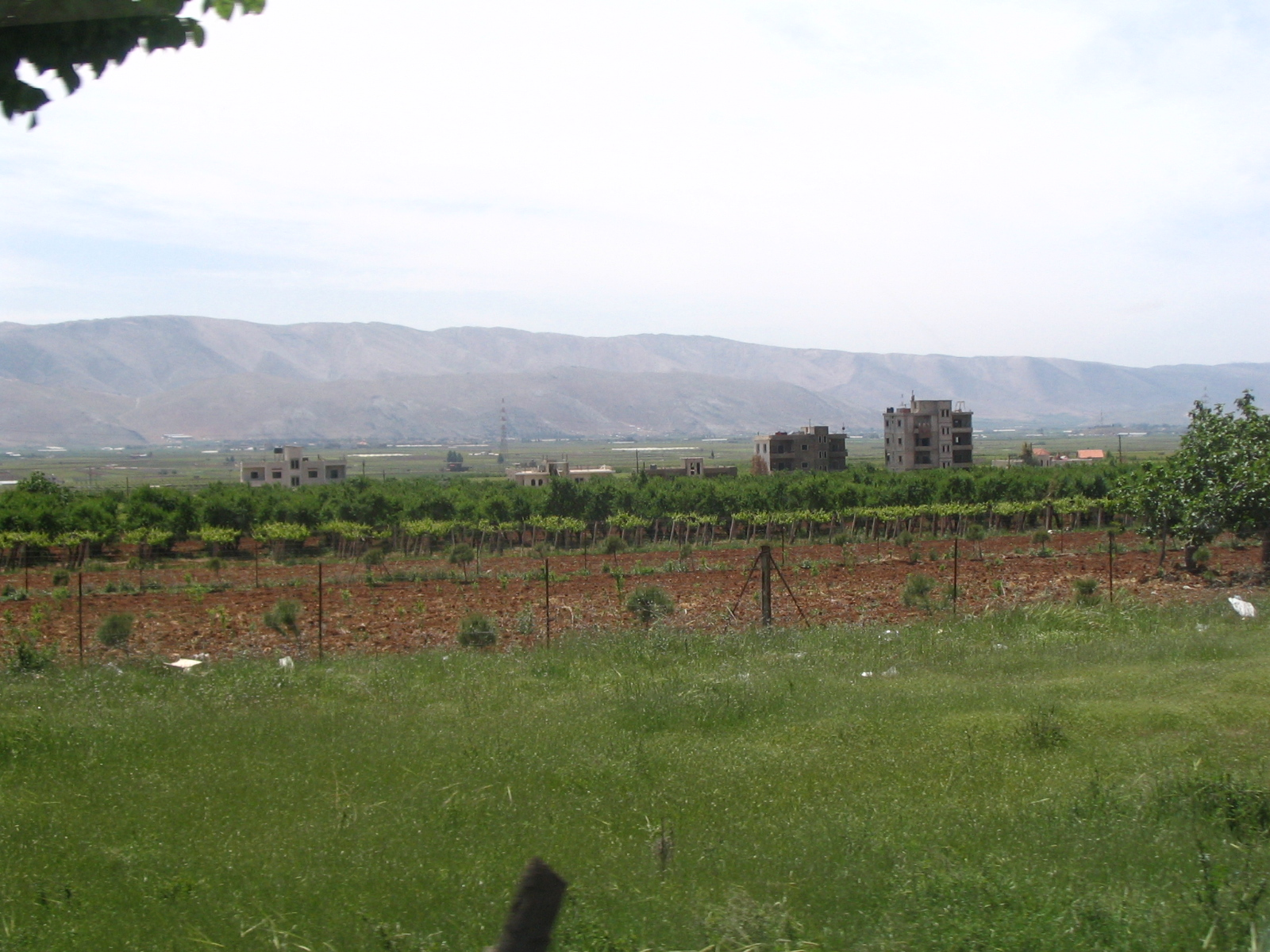
ベカー渓谷のブドウ畑

ベカー高原（Bekaa Valley、アラビア語：Beqaa、Biqâ、وادي البقاع）は、レバノンのレバノン山脈とアンチレバノン山脈との間に広がる高原である（原語では高原ではなく渓谷とするほうが正しい）。オロンテス川が北へ、リタニ川が南へと流れている。バールベックが代表的な遺跡であり、多くの観光客が訪れる。

## 概要
かつては広大な湿地と湖がある渓谷であったが、現在は湿地がごくわずかに残っている。
歴史・政治・軍事においては要衝であり、レバノン内戦中の1976年から終結後の2005年までレバノン駐留シリア軍の主力部隊が進駐していた。PLOや非PLO系パレスチナ組織もキャンプを構築し、日本赤軍も一時本拠地としていた。
また、1980年代以降はヒズボラの有力な地盤の一つであり（バールベックに本部の一つを置いている）、親シリアのパレスチナ人組織の軍事拠点も存在する事から、イスラエル国防軍の空爆や地上戦がしばしば発生する。
その一方で、肥沃な土地である事から穀物やフルーツの一大産地でもあり、中近東では珍しいワインの生産地（生産者はキリスト教マロン派や正教会の住民）でもある。また、谷には過去の湿地の名残りであるアーミック湿地があり、ヨシ属およびガマ属が多く生える一帯のヨシ原はハグロツバメチドリ、メジロガモ、モモイロペリカン、ヨーロッパジシギなどの渡り鳥の重要な中継地および越冬地である。1999年にラムサール条約登録地となった。

## 関連事項
- キリスト教徒
- パレスチナ自治政府